# Список астероїдів (213801—213900)
| Назва               | Тимчасове позначення | Дата відкриття  | Місце відкриття                   | Відкривач                     |
| ------------------- | -------------------- | --------------- | --------------------------------- | ----------------------------- |
| (213801) 2003 GZ7   | 2003 GZ7             | 3 квітня 2003   | Станція Андерсон-Меса             | LONEOS                        |
| (213802) 2003 GP14  | 2003 GP14            | 2 квітня 2003   | Обсерваторія Галеакала            | NEAT                          |
| (213803) 2003 GC17  | 2003 GC17            | 5 квітня 2003   | Обсерваторія Галеакала            | NEAT                          |
| (213804) 2003 GE17  | 2003 GE17            | 5 квітня 2003   | Обсерваторія Галеакала            | NEAT                          |
| (213805) 2003 GP22  | 2003 GP22            | 5 квітня 2003   | Станція Андерсон-Меса             | LONEOS                        |
| (213806) 2003 GT35  | 2003 GT35            | 5 квітня 2003   | Станція Андерсон-Меса             | LONEOS                        |
| (213807) 2003 GY41  | 2003 GY41            | 7 квітня 2003   | Паломарська обсерваторія          | NEAT                          |
| (213808) 2003 HO10  | 2003 HO10            | 25 квітня 2003  | Обсерваторія Кітт-Пік             | Spacewatch                    |
| (213809) 2003 HA15  | 2003 HA15            | 26 квітня 2003  | Обсерваторія Галеакала            | NEAT                          |
| (213810) 2003 HG42  | 2003 HG42            | 27 квітня 2003  | Станція Андерсон-Меса             | LONEOS                        |
| (213811) 2003 MA4   | 2003 MA4             | 26 червня 2003  | Сокорро (Нью-Мексико)             | LINEAR                        |
| (213812) 2003 NE    | 2003 NE              | 1 липня 2003    | Обсерваторія Галеакала            | NEAT                          |
| (213813) 2003 PW12  | 2003 PW12            | 4 серпня 2003   | Сокорро (Нью-Мексико)             | LINEAR                        |
| (213814) 2003 QY18  | 2003 QY18            | 22 серпня 2003  | Сокорро (Нью-Мексико)             | LINEAR                        |
| (213815) 2003 QB20  | 2003 QB20            | 22 серпня 2003  | Паломарська обсерваторія          | NEAT                          |
| (213816) 2003 QQ21  | 2003 QQ21            | 22 серпня 2003  | Паломарська обсерваторія          | NEAT                          |
| (213817) 2003 QF24  | 2003 QF24            | 21 серпня 2003  | Паломарська обсерваторія          | NEAT                          |
| (213818) 2003 QV26  | 2003 QV26            | 22 серпня 2003  | Обсерваторія Галеакала            | NEAT                          |
| (213819) 2003 QG32  | 2003 QG32            | 21 серпня 2003  | Паломарська обсерваторія          | NEAT                          |
| (213820) 2003 QG49  | 2003 QG49            | 22 серпня 2003  | Паломарська обсерваторія          | NEAT                          |
| (213821) 2003 QO52  | 2003 QO52            | 23 серпня 2003  | Сокорро (Нью-Мексико)             | LINEAR                        |
| (213822) 2003 QZ55  | 2003 QZ55            | 23 серпня 2003  | Сокорро (Нью-Мексико)             | LINEAR                        |
| (213823) 2003 QT62  | 2003 QT62            | 23 серпня 2003  | Сокорро (Нью-Мексико)             | LINEAR                        |
| (213824) 2003 QD63  | 2003 QD63            | 23 серпня 2003  | Сокорро (Нью-Мексико)             | LINEAR                        |
| (213825) 2003 QW63  | 2003 QW63            | 23 серпня 2003  | Сокорро (Нью-Мексико)             | LINEAR                        |
| (213826) 2003 QK65  | 2003 QK65            | 24 серпня 2003  | Паломарська обсерваторія          | NEAT                          |
| (213827) 2003 QN75  | 2003 QN75            | 24 серпня 2003  | Сокорро (Нью-Мексико)             | LINEAR                        |
| (213828) 2003 QU75  | 2003 QU75            | 24 серпня 2003  | Сокорро (Нью-Мексико)             | LINEAR                        |
| (213829) 2003 QN76  | 2003 QN76            | 24 серпня 2003  | Сокорро (Нью-Мексико)             | LINEAR                        |
| (213830) 2003 QY84  | 2003 QY84            | 24 серпня 2003  | Сокорро (Нью-Мексико)             | LINEAR                        |
| (213831) 2003 QG92  | 2003 QG92            | 30 серпня 2003  | Астрономічна обсерваторія Консель | Рафаель Пачеко                |
| (213832) 2003 QM94  | 2003 QM94            | 28 серпня 2003  | Обсерваторія Галеакала            | NEAT                          |
| (213833) 2003 QN101 | 2003 QN101           | 29 серпня 2003  | Сокорро (Нью-Мексико)             | LINEAR                        |
| (213834) 2003 QD103 | 2003 QD103           | 31 серпня 2003  | Обсерваторія Кітт-Пік             | Spacewatch                    |
| (213835) 2003 QZ110 | 2003 QZ110           | 31 серпня 2003  | Сокорро (Нью-Мексико)             | LINEAR                        |
| (213836) 2003 RQ12  | 2003 RQ12            | 14 вересня 2003 | Обсерваторія Галеакала            | NEAT                          |
| (213837) 2003 RR15  | 2003 RR15            | 14 вересня 2003 | Паломарська обсерваторія          | NEAT                          |
| (213838) 2003 RF27  | 2003 RF27            | 4 вересня 2003  | Обсерваторія Квістаберг           | Астероїдний огляд Уппсала-DLR |
| (213839) 2003 SM3   | 2003 SM3             | 16 вересня 2003 | Паломарська обсерваторія          | NEAT                          |
| (213840) 2003 SU5   | 2003 SU5             | 16 вересня 2003 | Обсерваторія Кітт-Пік             | Spacewatch                    |
| (213841) 2003 SV7   | 2003 SV7             | 16 вересня 2003 | Паломарська обсерваторія          | NEAT                          |
| (213842) 2003 SM8   | 2003 SM8             | 16 вересня 2003 | Обсерваторія Кітт-Пік             | Spacewatch                    |
| (213843) 2003 SE13  | 2003 SE13            | 16 вересня 2003 | Обсерваторія Кітт-Пік             | Spacewatch                    |
| (213844) 2003 SU27  | 2003 SU27            | 18 вересня 2003 | Паломарська обсерваторія          | NEAT                          |
| (213845) 2003 SC50  | 2003 SC50            | 18 вересня 2003 | Паломарська обсерваторія          | NEAT                          |
| (213846) 2003 SA52  | 2003 SA52            | 18 вересня 2003 | Паломарська обсерваторія          | NEAT                          |
| (213847) 2003 SP52  | 2003 SP52            | 18 вересня 2003 | Паломарська обсерваторія          | NEAT                          |
| (213848) 2003 ST54  | 2003 ST54            | 16 вересня 2003 | Станція Андерсон-Меса             | LONEOS                        |
| (213849) 2003 SF55  | 2003 SF55            | 16 вересня 2003 | Станція Андерсон-Меса             | LONEOS                        |
| (213850) 2003 SZ55  | 2003 SZ55            | 16 вересня 2003 | Станція Андерсон-Меса             | LONEOS                        |
| (213851) 2003 SE61  | 2003 SE61            | 17 вересня 2003 | Сокорро (Нью-Мексико)             | LINEAR                        |
| (213852) 2003 SY70  | 2003 SY70            | 18 вересня 2003 | Обсерваторія Кітт-Пік             | Spacewatch                    |
| (213853) 2003 SG81  | 2003 SG81            | 19 вересня 2003 | Обсерваторія Кітт-Пік             | Spacewatch                    |
| (213854) 2003 SK88  | 2003 SK88            | 18 вересня 2003 | Станція Кампо Імператоре          | CINEOS                        |
| (213855) 2003 SK103 | 2003 SK103           | 20 вересня 2003 | Сокорро (Нью-Мексико)             | LINEAR                        |
| (213856) 2003 SA104 | 2003 SA104           | 20 вересня 2003 | Сокорро (Нью-Мексико)             | LINEAR                        |
| (213857) 2003 SH116 | 2003 SH116           | 16 вересня 2003 | Сокорро (Нью-Мексико)             | LINEAR                        |
| (213858) 2003 SZ120 | 2003 SZ120           | 17 вересня 2003 | Сокорро (Нью-Мексико)             | LINEAR                        |
| (213859) 2003 SG127 | 2003 SG127           | 19 вересня 2003 | Обсерваторія Чрні Врх             | Обсерваторія Чрні Врх         |
| (213860) 2003 SU131 | 2003 SU131           | 18 вересня 2003 | Обсерваторія Кітт-Пік             | Spacewatch                    |
| (213861) 2003 SX133 | 2003 SX133           | 18 вересня 2003 | Сокорро (Нью-Мексико)             | LINEAR                        |
| (213862) 2003 SL147 | 2003 SL147           | 20 вересня 2003 | Обсерваторія Галеакала            | NEAT                          |
| (213863) 2003 SZ148 | 2003 SZ148           | 16 вересня 2003 | Обсерваторія Кітт-Пік             | Spacewatch                    |
| (213864) 2003 SQ150 | 2003 SQ150           | 17 вересня 2003 | Сокорро (Нью-Мексико)             | LINEAR                        |
| (213865) 2003 SJ156 | 2003 SJ156           | 19 вересня 2003 | Станція Андерсон-Меса             | LONEOS                        |
| (213866) 2003 ST157 | 2003 ST157           | 19 вересня 2003 | Станція Андерсон-Меса             | LONEOS                        |
| (213867) 2003 SA163 | 2003 SA163           | 19 вересня 2003 | Обсерваторія Кітт-Пік             | Spacewatch                    |
| (213868) 2003 SQ165 | 2003 SQ165           | 20 вересня 2003 | Станція Андерсон-Меса             | LONEOS                        |
| (213869) 2003 SG170 | 2003 SG170           | 20 вересня 2003 | Станція Кампо Імператоре          | CINEOS                        |
| (213870) 2003 SQ173 | 2003 SQ173           | 18 вересня 2003 | Паломарська обсерваторія          | NEAT                          |
| (213871) 2003 SE179 | 2003 SE179           | 19 вересня 2003 | Паломарська обсерваторія          | NEAT                          |
| (213872) 2003 SX188 | 2003 SX188           | 22 вересня 2003 | Станція Андерсон-Меса             | LONEOS                        |
| (213873) 2003 SN206 | 2003 SN206           | 25 вересня 2003 | Обсерваторія Галеакала            | NEAT                          |
| (213874) 2003 SO213 | 2003 SO213           | 26 вересня 2003 | Сокорро (Нью-Мексико)             | LINEAR                        |
| (213875) 2003 SA225 | 2003 SA225           | 25 вересня 2003 | Обсерваторія Галеакала            | NEAT                          |
| (213876) 2003 SO246 | 2003 SO246           | 26 вересня 2003 | Сокорро (Нью-Мексико)             | LINEAR                        |
| (213877) 2003 SH248 | 2003 SH248           | 26 вересня 2003 | Сокорро (Нью-Мексико)             | LINEAR                        |
| (213878) 2003 SB249 | 2003 SB249           | 26 вересня 2003 | Сокорро (Нью-Мексико)             | LINEAR                        |
| (213879) 2003 SC249 | 2003 SC249           | 26 вересня 2003 | Сокорро (Нью-Мексико)             | LINEAR                        |
| (213880) 2003 SM249 | 2003 SM249           | 26 вересня 2003 | Сокорро (Нью-Мексико)             | LINEAR                        |
| (213881) 2003 SO249 | 2003 SO249           | 26 вересня 2003 | Сокорро (Нью-Мексико)             | LINEAR                        |
| (213882) 2003 SQ250 | 2003 SQ250           | 26 вересня 2003 | Сокорро (Нью-Мексико)             | LINEAR                        |
| (213883) 2003 SU263 | 2003 SU263           | 28 вересня 2003 | Сокорро (Нью-Мексико)             | LINEAR                        |
| (213884) 2003 SX269 | 2003 SX269           | 24 вересня 2003 | Обсерваторія Галеакала            | NEAT                          |
| (213885) 2003 SU270 | 2003 SU270           | 25 вересня 2003 | Паломарська обсерваторія          | NEAT                          |
| (213886) 2003 SM271 | 2003 SM271           | 25 вересня 2003 | Обсерваторія Галеакала            | NEAT                          |
| (213887) 2003 SV275 | 2003 SV275           | 29 вересня 2003 | Сокорро (Нью-Мексико)             | LINEAR                        |
| (213888) 2003 SS288 | 2003 SS288           | 28 вересня 2003 | Сокорро (Нью-Мексико)             | LINEAR                        |
| (213889) 2003 SW300 | 2003 SW300           | 17 вересня 2003 | Паломарська обсерваторія          | NEAT                          |
| (213890) 2003 SX303 | 2003 SX303           | 17 вересня 2003 | Паломарська обсерваторія          | NEAT                          |
| (213891) 2003 SZ309 | 2003 SZ309           | 28 вересня 2003 | Сокорро (Нью-Мексико)             | LINEAR                        |
| (213892) 2003 SH334 | 2003 SH334           | 22 вересня 2003 | Обсерваторія Кітт-Пік             | Spacewatch                    |
| (213893) 2003 TN2   | 2003 TN2             | 7 жовтня 2003   | Обсерваторія Столова Гора         | Дж. Янґ                       |
| (213894) 2003 TP2   | 2003 TP2             | 8 жовтня 2003   | Обсерваторія Столова Гора         | Дж. Янґ                       |
| (213895) 2003 TF6   | 2003 TF6             | 1 жовтня 2003   | Станція Андерсон-Меса             | LONEOS                        |
| (213896) 2003 TL55  | 2003 TL55            | 5 жовтня 2003   | Обсерваторія Кітт-Пік             | Spacewatch                    |
| (213897) 2003 UP1   | 2003 UP1             | 16 жовтня 2003  | Обсерваторія Кітт-Пік             | Spacewatch                    |
| (213898) 2003 UU16  | 2003 UU16            | 16 жовтня 2003  | Обсерваторія Галеакала            | NEAT                          |
| (213899) 2003 US29  | 2003 US29            | 21 жовтня 2003  | Сокорро (Нью-Мексико)             | LINEAR                        |
| (213900) 2003 UN34  | 2003 UN34            | 17 жовтня 2003  | Обсерваторія Кітт-Пік             | Spacewatch                    |